# Kupari
Kupari su naselje i ljetovalište u općini Župa dubrovačka u Dubrovačko-neretvanskoj županiji

## Zemljopisni položaj
Vidi još: Plaža Kupari
Kupari su smješteni na padini manjeg brežuljka u uvali Župskog zaljeva, 5 km jugoistočno od Dubrovnika i 1 km zapadno od Srebrenog, pored Jadranske turističke ceste.

## Naziv
Kupari svoj naziv zahvaljuju nekadašnjoj proizvodnji opeka i crijepa koji se u Dubrovačkoj okolici naziva "kupa".

## Povijest
U blizini naselja Kupari, u Kuparskom polju nalazi se utvrđena stambena kuća koja sagrađena 1623. godine za obranu mjesta od gusara. Zgrada je imala sva obilježja utvrde s nadsvedenim prizemljem, a na katu i stubištu i danas postoje puškarnice. Vrata su bila zaštićena rešetkom koja se dizala i spuštala.
Svoj ubrzani razvoj Kupari su doživjeli u drugoj polovici 20. stoljeća kad je izgrađen hotelsko-turistički kompleks koji je bio pod upravom Jugoslavenske narodne armije. U sklopu ovog kompleksa nalazila se i Titova vila koja je ugostila brojne svjetske ugledne državnike i druge dostojanstvenike.
Tijekom Domovinskog rata Kupari su bili pod okupacijom JNA i četničkih postrojbi i u potpunosti su uništeni, a privatne kuće i hoteli su opljačkani te većim dijelom i spaljeni.

## Gospodarstvo
Gospodarstvo u Kuparima se zasniva na turizmu, ugostiteljstvu i poljodjelstvu.
U hotelsko-turističkom kompleksu Kupari postoji šest potpuno uništenih i devastiranih hotela: Mladost, Grand, Goričina, Pelegrin, Kupari i Galeb te "Titova vila" koji čekaju obnovu. 
Na prijelazu iz 19. u 20. stoljeće u Kuparima je djelovala ciglana, vlasništvo saborskog zastupnika i vlastelina Brnje Caboge, vlasnika prvog automobila u Dubrovniku.

## Stanovništvo
U Kuparima prema popisu stanovništva iz 2011. godine živi 808 stanovnika većinom Hrvata katoličke vjeroispovjesti.
| broj stanovnika | 161   |       | 145   | 105   | 170   | 198   |       |       | 242   | 245   | 273   | 354   |       |       | 553   | 808   | 950   |
|                 | 1857. | 1869. | 1880. | 1890. | 1900. | 1910. | 1921. | 1931. | 1948. | 1953. | 1961. | 1971. | 1981. | 1991. | 2001. | 2011. | 2021. |

## Poznate osobe
- Brnja Caboga, vlasnik kuparske ciglane, saborski zastupnik

## Šport
- NK Kupari, djelovali od 1975. do 1979. godine

## Vanjske poveznice
- Kupari pred privatizacijom